# トールケース
トールケースとは、光ディスクのパッケージの一種で、主にDVD-VideoやBlu-rayの映像ソフト、PlayStation 2などのROMディスクベースのビデオゲームに使用される。

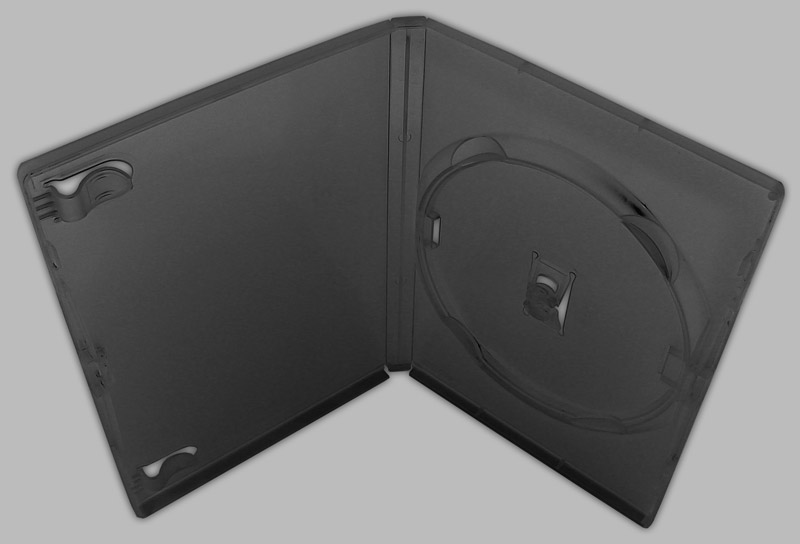
黒色のトールケース

## 概要
キープケース入りで発売された最初の製品はVHSであったが、ほとんどの製品はより安価なプレスボード製の箱に収められていた。ビデオゲームが光ディスクで発売される前の時代には、ロムカセットはプレスボードの箱とは対照的に、取扱説明書を入れるためのラグが内側に付いた、特別にデザインされたプラスチックのトールケースに梱包されることはほとんどなかった。
マスターシステム用のカートリッジとカードは、あらゆる種類のトールケースに梱包された最初のビデオゲームだった。セガのメガドライブのゲームの大半は、VHSケースとほぼ同じ大きさのプラスチックのトールケースに入っていたが、後にコスト削減のためプレスボード製の箱に入れられるようになった。
標準的で一般的なDVDケースが発明される以前は、メガCDやPlayStationの初期タイトルのようなCD-ROMベースのビデオゲームは、しばしば厚くて背の高いジュエルケースに入っていたが、これらは非常に壊れやすいものだった。
PS2以降、ニンテンドーDSのタイトルやPSPのタイトルを含め、主要な据え置き型ゲーム機のゲームソフトのほとんどは、何らかのトールケースに入っている。

## 構造

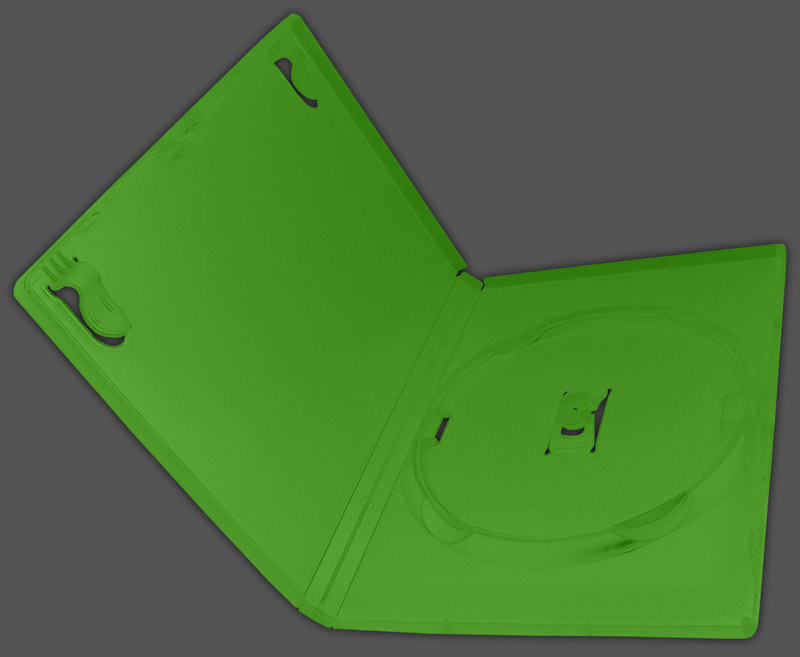
ほとんどのXboxのタイトルで使用されるライムグリーン色のトールケース。

### 素材と特徴
ケースは、透明なポリエチレンのアウタージャケットに、透明または着色された柔らかいポリプロピレンでできており、通常はその後ろに印刷された紙のジャケットがある。黒や白の他、赤や透明など、さまざまな色が使用されている。内側にはクリップが付いており、小冊子や追加情報を記載した紙を挟むことができ、ディスクはトレイの中心にある小さなタブで固定される。PS2やゲームキューブのような据え置き型ゲーム機では、メモリーカードを収納するための突起が用意されている。

### タブの種類
CDとDVDの構造上の違いから、多くのメーカーがDVD（またはマルチディスクケースのDVD）を固定するためのさまざまなタブ設計を研究するようになった。1層のプラスチック素材でできているCDとは異なり、DVDは2層構造で、層が薄く（合わせるとCDと同じ厚さになる）、中心部まで接着されていない。その結果、DVDタブはCDよりも弱く、CD専用のケースに収納すると破損する可能性がある。

### 破損リスク
CDなどに使われるジュエルケースに比べてトールケースのサイズが大きいため、ディスクが中央のタブから外れるとボックス内で動き回り、記録面がタブによって傷つけられる可能性がある。これは輸送中に問題となる可能性がある。
中央の 「プラック・ハブ」は、出荷時にディスクを固定するように設計されているが、通常の家庭での使用にはきつすぎることがある。このため、ディスクを取り外す際に余分なゆがみのためにディスクが損傷することがある。しかし、センターハブのエッジを永久的に少し曲げることで、緩くフィットさせることができる。そうすれば、ディスクは簡単に抜け出ることができ、家庭用シェルフには理想的です。